# David Sancious
Davis Sancious est un claviériste, guitariste et producteur américain, né le 30 novembre 1953 à Asbury Park dans l'État du New Jersey.

Il a fondé le groupe Tone en 1974.

## Collaborations
Il a collaboré avec les musiciens suivant :
- Eric Clapton : claviers / guitare
- Bruce Springsteen : claviers
- Carlos Santana : claviers / guitare
- Peter Gabriel : claviers
- Jon Anderson : claviers
- Sting : claviers / guitare
- Seal : claviers / guitare (directeur musical)
- Natalie Merchant : claviers (producteur)
- Youssou N'Dour : claviers / guitare (producteur)
- Stanley Clarke
- Lenny White
- Jack Bruce
- Cozy Powell
- Billy Squire
- Aretha Franklin
- Zucchero
- France Gall

## Discographie

### Avec Bruce Springsteen
- Greetings from Asbury Park, N.J. (1973)
- The Wild, The Innocent & The E-Street Shuffle (1973)
- Born to Run (1975)
- Human Touch (1992)
- Greatest Hits (1995)
- Tracks (1998)
- 18 Tracks (1998)
- The Essential Bruce Springsteen (2003)
- Western Stars (2019)

### David Sancious & Tone
- Forest of Feelings (1975)
- Transformation (The Speed of Love) (1976)
- Dance of the Age of Enlightenment (1977)
- True Stories (1978)

### David Sancious
- Forest of Feelings (1975)
- David Sancious (1976)
- David Sancious – The Chelsea Demos (1977) - (Disque Pirate non autorisé))
- Just as I Thought (1979)
- The Bridge (1981)
- Nine Piano Improvisations (2000)
- Cinema (2005)
- LIVE in the now (2007)
- Eyes Wide Open (2020)

### Avec Jack Bruce & Friends
- I've always wanted to do this (1980)

### Avec Santana
- Beyond Appearances (1985) - guitare rythmique, claviers, synthetiseurs, co-auteur de la chanson "Brotherhood".

### David Sancious / Zucchero
- Snackbar Budapest (soundtrack)(1988)

### Avec Eric Clapton
- 2001 Reptile tour
- Live at Budokan (2001)
- One More Car, One More Rider (2002)

### Avec Stanley Clarke
- Journey to Love (1975)
- Schooldays (1976)
- Live 1975-76 (1976)
- Hideaway (1988)
- The Bass-ic Collection (1997)
- Guitar & Bass (2004)
- Trios (2004)

### Avec France Gall
- France (album), sur le titre La Légende de Jimmy (1996)
- Concert public Olympia (1996) / Concert acoustique M6 (1997)

### Avec Zucchero Fornaciari
- Rispetto (1986)
- Blue's (1987)
- Oro Incenso & Birra (1989)
- Zucchero (1990)
- Live at the Kremlin (1991)
- Miserere (1992)
- Diamante (1994)
- Spirto DiVino (1995)
- The Best Of Zucchero (1996)
- Shake (2001)
- Zucchero & Co (2004)

### Avec Peter Gabriel
- Passion: Music for The Last Temptation of Christ (1989)
- Us (1992)
- Up (2002)
- Long Walk Home: Music from the Rabbit-Proof Fence (2002)
- Hit (2003)

### Avec Sting
- The Soul Cages (1991)
- When the World is Running down live (1991)
- Ten Summoner's Tales (1993)
- Demolition Man live EP (1993)

### Avec Jon Anderson
- Animation (1982)

### Avec Francis Dunnery
- The Gulley Flats Boys (2006)

### Avec Robbie Dupree
SONGS (2003):
- 01 | Carried Away
- 02 | Month of Sundays
- 03 | Walls Come Down
- 04 | This is Life
- 05 | Return to Her
- 06 | Wings
- 07 | Desperation
- 08 | In Real Life
- 09 | Sunny Day